# 奥温根
奥温根（德語：Owingen，發音：[ˈoːvɪŋən]）是德国巴登-符腾堡州蒂宾根行政区博登湖县的市镇，面积36.73平方千米，2023年12月31日人口为4,600人。